# The Rusty Bells
The Rusty Bells est un groupe de rock psychédélique français formé en 2008 à Toulouse.

## Biographie

### Historique
Après diverses formations musicales communes, Jérémy Andrès et Christophe Bureau s'entendent sur ce nouveau projet psychédélique en 2008.
Le nom du groupe provient du « bruit des cloches a un pouvoir d’exorcisme et de purification ; dans certains pays, il est même associé à celui du tonnerre ».
Le duo joue une musique parfois qualifiée de « psychédélisme galactique ».
Pendant les trois premières années, les Rusty Bells privilégient les concerts et les tournées à travers la France et l'Europe,,,,,,,,.
En 2010, les Rusty Bells sont le premier lauréat du programme de soutien à la création étudiante (offert par l'Université de Droit de Toulouse et le Festival Electric Artyland),.
En juin 2011, Thomas Capdevielle intègrera la formation.
Le groupe deviendra duo à partir de l'année 2014.
Le groupe signe son premier album sur le label Dead Bees records (en) (label qui distribuait certains albums du groupe Californien The Brian Jonestown Massacre). 
C'est l'occasion pour eux de sortir leur premier vinyle. Un projet qui leur tenait particulièrement à cœur depuis de nombreuses années.
Après de multiples collaborations et de nombreux concerts,,, le groupe devenu alors un duo sort son nouveau single Run to Stay Inside et fait l'objet d'un soutien artistique par la marque Converse (chaussure).

### Premières parties
The Brian Jonestown Massacre, Hubert-Félix Thiéfaine,The Jim Jones Revue,, Joel Gion, King Khan and the Shrines , Dex Romweber Duo, Bob & Lisa du groupe The BellRays, Oli le baron, Julien Doré, Ghinzu, Luke, Asyl, Richard Kolinka de Téléphone, My Little Cheap Dictaphone, Sky Parade, Left Lane Cruiser, Overwerk, Heymoonshaker, Poni Hoax, Tagada Jones etc.

## Discographie
Albums
- 2012 : Rebirth (Dead Bees)
- 2016 : enjoYourself (Dead Bees)
- 2017 : Infinity (Dead Bees)

Single
- 2015 : Run to Stay Inside (Dead Bees) [21]

Apparitions sur des compilations
- 10/2012 : Psyche Chaos Fest Sampler #1 (Rock At Home)[37]
- 10/2012 : The Psychedelic Underground Generation Vol.1 (PUG)[38]
- 11/2012 : Dead Bees records label sampler #11 (Dead Bees Records)[39]
- 10/2017 : Mama Convention 2017 Sampler (Dooweet)